# Министар хрватских послова Мађарске
Министар хрватских послова Мађарске је био члан мађарског кабинета у Аустроугарској. Положај је створен након Хрватско-угарског споразума 1868. Министра је постављао цар-краљ. Официр је држао везу између Хрватске-Славоније-Далмације и Угарске Краљевине (а такође и аустријског дела Аустроугарске). Ова позиција је била без портфеља.

## Историја
У складу са чланом 44. Хрватско-угарске нагодбе појавила се позиција министра без портфеља, који је у мађарском кабинету заступао интересе Хрватске-Славоније и Далмације, који је постао одговоран Народној скупштини у Пешти (касније Будимпешти ), која је такође функционисало је као заједничко законодавно тело након 1868. (ипак је Далмација под засебном управом слала делегате у Царски савет, а не у Угарски парламент). У децембру 1868. Коломан Бедековић је именован за првог министра хрватских послова. 31. јануара 1869. године цар-краљ Фрањо Јосип I наредио је укидање Хрватске дворске канцеларије у Бечу коју је званично заменило Краљевско министарство Далмације, Хрватске и Славоније (после 1873. Министарство Хрватске, Славоније и Далмације). До маја 1869. министарство се преселило у Будим са седиштем на Тргу Дисз 16.
После Првог светског рата министарство је распуштено јер је Хрватска-Славонија ушла у састав Државе Словенаца, Хрвата и Срба, а потом и Краљевине Срба, Хрвата и Словенаца . Међутим, та позиција је дејуре постојала све до проглашења Мађарске Совјетске Републике у марту 1919. године.
| No. | Портрет           | Име                                                                   | Мандат            | Мандат             | Скупштина (избори)                     |
| --- | ----------------- | --------------------------------------------------------------------- | ----------------- | ------------------ | -------------------------------------- |
| 1   |                   | Коломан Бедековић (1818–1889) 1. мандат                               | 8. децембар 1868  | 10. фебруар 1871   | 3. (1865)                              |
| 1   | 4. (1869)         | Коломан Бедековић (1818–1889) 1. мандат                               | 8. децембар 1868  | 10. фебруар 1871   |                                        |
| 2   |                   | Петар Пејачевић (1804–1887)                                           | 10. фебруар 1871  | 14. новембар 1871  |                                        |
| 2   | 14. новембар 1871 | Петар Пејачевић (1804–1887)                                           | 4. децембар 1872  |                    |                                        |
| 2   | 14. новембар 1871 | Петар Пејачевић (1804–1887)                                           | 4. децембар 1872  | 5. (1872)          |                                        |
| 2   | 4. децембар 1872  | Петар Пејачевић (1804–1887)                                           | 21. Март 1874     |                    |                                        |
| 2   | 21. Март 1874     | Петар Пејачевић (1804–1887)                                           | 2. Март 1875      |                    |                                        |
| (2) | 2. Март 1875      | Петар Пејачевић (1804–1887)                                           | 20. октобар 1875  |                    |                                        |
| (2) | 20. октобар 1875  | Петар Пејачевић (1804–1887)                                           | 25. фебруар 1876  | 6. (1875)          |                                        |
| (1) |                   | Коломан Бедековић (1818–1889) 2. мандат                               | 25. фебруар 1876  | 6. (1875)          | 10. август 1889 (преминуо на функцији) |
| (1) | 7. (1878)         | Коломан Бедековић (1818–1889) 2. мандат                               | 25. фебруар 1876  |                    | 10. август 1889 (преминуо на функцији) |
| (1) | 8. (1881)         | Коломан Бедековић (1818–1889) 2. мандат                               | 25. фебруар 1876  |                    | 10. август 1889 (преминуо на функцији) |
| (1) | 9. (1884)         | Коломан Бедековић (1818–1889) 2. мандат                               | 25. фебруар 1876  |                    | 10. август 1889 (преминуо на функцији) |
| (1) | 10. (1887)        | Коломан Бедековић (1818–1889) 2. мандат                               | 25. фебруар 1876  |                    | 10. август 1889 (преминуо на функцији) |
| 3   |                   | Емерик Јосиповић (1834–1910)                                          | 23. август 1889   | 15. Март 1890      |                                        |
| 3   | 15. Март 1890     | Емерик Јосиповић (1834–1910)                                          | 19. новембар 1892 |                    |                                        |
| 3   | 15. Март 1890     | Емерик Јосиповић (1834–1910)                                          | 19. новембар 1892 | 11. (1892)         |                                        |
| 3   | 19. новембар 1892 | Емерик Јосиповић (1834–1910)                                          | 15. јануар 1895   |                    |                                        |
| 3   | 15. јануар 1895   | Емерик Јосиповић (1834–1910)                                          | 10. децембар 1898 |                    |                                        |
| 3   | 15. јануар 1895   | Емерик Јосиповић (1834–1910)                                          | 10. децембар 1898 | 12. (1896)         |                                        |
| 4   |                   | Ервин Чех (1838–1918) 1. мандат                                       | 10. децембар 1898 | 26. фебруар 1899   |                                        |
| 4   | 26. фебруар 1899  | Ервин Чех (1838–1918) 1. мандат                                       | 27. јун 1903      |                    |                                        |
| 4   | 26. фебруар 1899  | Ервин Чех (1838–1918) 1. мандат                                       | 27. јун 1903      | 13. 1901)          |                                        |
| 5   |                   | Никола Томашић (1864–1918)                                            | 27. јун 1903      | 3. новембар 1903   |                                        |
| (4) |                   | Ервин Чех (1838–1918) 2. мандат                                       | 3. новембар 1903  | 18. јун 1905       |                                        |
| (4) | 14.(1905)         | Ервин Чех (1838–1918) 2. мандат                                       | 3. новембар 1903  | 18. јун 1905       |                                        |
| 6   |                   | Стјепан Ковачевић (1841–1913)                                         | 18. јун 1905      | 8. април 1906      |                                        |
| —   |                   | Шандор Векерле (1848–1921) в. д.                                      | 8. април 1906     | 23. април 1906     |                                        |
| —   | 15. (1906)        | Шандор Векерле (1848–1921) в. д.                                      | 8. април 1906     | 23. април 1906     |                                        |
| 7   |                   | Стјепан Ковачевић (1857–1934) 1. мандат                               | 23. април 1906.   | 17. јануар 1910.   |                                        |
| —   |                   | Карољ Куен-Хедервари (1849–1918) в. д.                                | 17. јануар 1910.  | 22. април 1912.    |                                        |
| —   | 16. (1910)        | Карољ Куен-Хедервари (1849–1918) в. д.                                | 17. јануар 1910.  | 22. април 1912.    |                                        |
| (7) |                   | Гејза Јосиповић (1857–1934) 2. мандат                                 | 22. април 1912.   | 10. јун 1913.      |                                        |
| —   |                   | Иштван Тиса (1861–1918) в. д.                                         | 10. јун 1913.     | 21. јул 1913.      |                                        |
| 8   |                   | Теодор Пејачевић (1855–1928) интерниран у Француску 22. августа 1914. | 21. јул 1913      | 16. јануар 1916.   |                                        |
| —   |                   | Иштван Тиса (1861–1918) в. д. за Теодора Пејачевића                   | 22. август 1914.  | 16. јануар 1916.   |                                        |
| 9   |                   | Имре Хидегхетхи (1860–1920)                                           | 16. јануар 1916.  | 15. јун 1917.      |                                        |
| 10  |                   | Аладар Зичи (1864–1937)                                               | 15. јун 1917.     | 18. август 1917.   |                                        |
| 11  |                   | Драгутин Ункелхаузер (1866–1938)                                      | 18. август 1917.  | 23. август 1917.   |                                        |
| 11  | 23. август 1917.  | Драгутин Ункелхаузер (1866–1938)                                      | 31. октобар 1918. |                    |                                        |
| 12  |                   | Жигмонд Кунфи (1879–1929)                                             | 6. новембар 1918. | 16. новембар 1918. | МНР                                    |

### Мађарска Народна Република(1918–1919)
| No. | Портрет | Име                       | Мандат             | Мандат           | Скупштина (избори) |
| --- | ------- | ------------------------- | ------------------ | ---------------- | ------------------ |
| 1   |         | Жигмонд Кунфи (1879–1929) | 16. новембар 1918. | 19. јануар 1919. | МНР                |